# Andrés Felipe Ibargüen
Andrés Felipe Ibargüen García (Cali, Valle del Cauca, Colombia; 7 de mayo de 1992) es un futbolista colombiano que juega en la posición de Extremo o delantero. Actualmente es jugador de Once Caldas. Es recordado por haber quedado campeón de Copa Libertadores con Atletico Nacional en 2016.  

## Trayectoria

### Primeros años
Debutó en 2011 con Cortuluá. Luego pasó a Bogotá F. C., donde tuvo una destacada actuación que lo llevó a jugar en el Deportes Tolima.

### Deportes Tolima
En el Deportes Tolima el técnico Alberto Gamero le dio el visto bueno y jugó el Torneo Finalización y la Copa Colombia. Marcó 3 goles importantes para el equipo; En Liga en un 3-3 ante Once Caldas, en la Copa Colombia 2014 en Cuartos de final frente a Atlético Nacional ganando 2-0 a favor de los Pijaos y en la final de la Copa Colombia 2014.

### Atlético Nacional
El 12 de enero de 2016 firmó con Atlético Nacional, club que compró en 2.7 millones de dólares el 100% de sus derechos federativos y el 90% de los económicos.
El 27 de enero de 2016 hace su debut en el club en el partido de vuelta de la Superliga 2016 en el que su club el Atlético Nacional jugaba contra el Deportivo Cali jugando 53 minutos, fue sustituido por el venezolano Alejandro Guerra tras sufrir una molestia muscular y tuvo una buena actuación. Atlético Nacional ganó 0-2 en el partido de ida y 3 - 0 en el de vuelta, coronándose campeón con un marcador global de 5-0. Su primer gol lo marcaría el 5 de marzo en la victoria 2 - 0 sobre el Boyacá Chicó. El 3 de abril marcaría su primer triplete en la goleada 7 a 0 sobre Atlético Bucaramanga siendo la figura de la fecha once en el fútbol colombiano.
El 27 de julio de 2016, se consagró campeón de la Copa Libertadores de América en un global de 2 a 1 frente a Independiente del Valle de Ecuador, logrando así su primer título internacional.
El 18 de junio de 2017, se consagró campeón del Torneo Apertura 2017 en un global de 5-3 frente a Deportivo Cali, con una destacada actuación consiguiendo uno de los tantos bastante recordado por la calidad del mismo, logrando así un título más en su carrera.

### Racing Club
El 18 de julio de 2017 Atlético Nacional confirmó el pase del futbolista a Racing. El club de Avellaneda paga 4.000.000 de dólares por el 80% del pase, 3.000.000 al contado y 1.000.000 restante en dos cuotas iguales. Así, Ibargüen, que firmó un contrato por 4 años, se convirtió en la compra más grande en la historia de Racing. Debuta el 1 de septiembre en la derrota sorpresiva 4 a 2 de su club contra Olimpo por la Copa Argentina jugando los últimos nueve minutos. Su primer gol lo marca el 9 de septiembre sentenciando la goleada 4 por 1 sobre Temperley unos minutos después de haber ingresado. En un partido contra Tigre anota el gol de la victoria de su equipo tras una mala racha sin convertir.

### Club América
El 5 de enero de 2018 es confirmado como nuevo jugador del Club América de la Primera División de México, comprado por cerca de 4 millones de dólares. Debutó el 21 de enero en el empate a cero goles frente a los Pumas en el Estadio Olímpico Universitario. Su primer gol con el club lo marca el 6 de marzo en la goleada 4 por 0 sobre el Tauro FC por los cuartos de final ida de la Concacaf Champions League 2018 saliendo como la figura, además de dar una asistencia.
Su primer gol del Apertura 2018 fue el 11 de agosto en la goleada 3 por 0 sobre Monterrey. Posteriormente anotaría en dos clásicos nacionales de forma consecutiva frente a las Chivas, el primero en un empate a uno en el Estadio Azteca y otro en una victoria 0-2 como visitantes en Guadalajara, en los torneos apertura y clausura de la Liga MX respectivamente.
Con el equipo azulcrema lograría los títulos de Liga MX del Apertura 2018, la Copa MX del Clausura 2019 y el Campeón de Campeones.

## Selección nacional
El 14 de octubre de 2019 recibe su primer llamado a la Selección Colombia para los amistosos en Europa ante Chile y Argelia. Debutaría el 15 de octubre en la derrota 3-0 ante Argelia ingresando en el segundo tiempo por Alfredo Morelos.

## Estadísticas
| Club | Div.                | Temporada           | Liga  | Liga  | Liga   | Copa Nacional(1) | Copa Nacional(1) | Copa Nacional(1) | Copa Internacional(2) | Copa Internacional(2) | Copa Internacional(2) | Total | Total | Total  | Prom. · |
| Club | Div.                | Temporada           | Part. | Goles | Asist. | Part.            | Goles            | Asist.           | Part.                 | Goles                 | Asist.                | Part. | Goles | Asist. | Prom. · |
| --- | ------------------- | ------------------- | ----- | ----- | ------ | ---------------- | ---------------- | ---------------- | --------------------- | --------------------- | --------------------- | ----- | ----- | ------ | ------- |
| Cortuluá · Colombia | 2ª                  | 2011                | 19    | 0     | 0      | 4                | 1                | 0                | -                     | -                     | -                     | 23    | 1     | 0      | 0,04    |
| Cortuluá · Colombia | 2ª                  | 2012                | 0     | 0     | 0      | 0                | 0                | 0                | -                     | -                     | -                     | 0     | 0     | 0      | 0,0     |
| Cortuluá · Colombia | Total               | Total               | 19    | 0     | 0      | 4                | 1                | 0                | 0                     | 0                     | 0                     | 23    | 1     | 0      | 0,04    |
| Bogotá F. C. · Colombia | 2ª                  | 2013                | 36    | 4     | 0      | 8                | 1                | 0                | -                     | -                     | -                     | 44    | 5     | 0      | 0,11    |
| Bogotá F. C. · Colombia | 2ª                  | 2014                | 17    | 3     | 0      | 0                | 0                | 0                | -                     | -                     | -                     | 17    | 3     | 0      | 0,17    |
| Bogotá F. C. · Colombia | Total               | Total               | 53    | 7     | 0      | 8                | 1                | 0                | 0                     | 0                     | 0                     | 61    | 8     | 0      | 0,13    |
| Deportes Tolima · Colombia | 1ª                  | 2014                | 16    | 1     | 3      | 14               | 2                | 0                | -                     | -                     | -                     | 30    | 3     | 3      | 0,10    |
| Deportes Tolima · Colombia | 1ª                  | 2015                | 47    | 10    | 11     | 8                | 2                | 0                | 5                     | 0                     | 0                     | 60    | 12    | 11     | 0,20    |
| Deportes Tolima · Colombia | 1ª                  | 2022                | 30    | 6     | 6      | 3                | 1                | 0                | 5                     | 1                     | 1                     | 38    | 8     | 7      | 0,21    |
| Deportes Tolima · Colombia | Total               | Total               | 93    | 17    | 20     | 25               | 5                | 0                | 10                    | 1                     | 1                     | 128   | 23    | 21     | 0,17    |
| Atlético Nacional · Colombia | 1ª                  | 2016                | 33    | 9     | 3      | 4                | 1                | 0                | 16                    | 0                     | 3                     | 53    | 10    | 6      | 0,20    |
| Atlético Nacional · Colombia | 1ª                  | 2017                | 14    | 3     | 4      | 0                | 0                | 0                | 8                     | 3                     | 1                     | 22    | 6     | 5      | 0,33    |
| Atlético Nacional · Colombia | Total               | Total               | 47    | 12    | 7      | 4                | 1                | 0                | 24                    | 3                     | 4                     | 75    | 16    | 11     | 0,22    |
| Racing Club Argentina | 1ª                  | 2017-18             | 11    | 3     | 2      | 1                | 0                | 0                | 2                     | 0                     | 0                     | 14    | 3     | 2      | 0,21    |
| Racing Club Argentina | Total               | Total               | 11    | 3     | 2      | 1                | 0                | 0                | 2                     | 0                     | 0                     | 14    | 3     | 2      | 0,21    |
| Club América · México | 1ª                  | 2018                | 15    | 1     | 1      | 0                | 0                | 0                | 6                     | 2                     | 1                     | 21    | 3     | 2      | 0,14    |
| Club América · México | 1ª                  | 2018-19             | 33    | 4     | 4      | 6                | 0                | 0                | 0                     | 0                     | 0                     | 39    | 4     | 4      | 0,11    |
| Club América · México | 1ª                  | 2019-20             | 26    | 4     | 2      | 0                | 0                | 0                | 4                     | 2                     | 0                     | 30    | 6     | 2      | 0,19    |
| Club América · México | Total               | Total               | 74    | 9     | 7      | 6                | 0                | 0                | 10                    | 4                     | 1                     | 90    | 13    | 8      | 0,13    |
| Club Santos Laguna · México | 1ª                  | 2021                | 18    | 0     | 1      | 0                | 0                | 0                | 0                     | 0                     | 0                     | 18    | 0     | 1      | 0,5     |
| Club Santos Laguna · México | 1ª                  | 2021                | 7     | 0     | 0      | 0                | 0                | 0                | 0                     | 0                     | 0                     | 7     | 0     | 0      | 0,4     |
| Club Santos Laguna · México | Total               | Total               | 25    | 0     | 1      | 0                | 0                | 0                | 0                     | 0                     | 0                     | 25    | 0     | 1      | 0,6     |
| Independiente Medellín · Colombia | 1ª                  | 2023                | 29    | 0     | 5      | 2                | 0                | 0                | 3                     | 1                     | 1                     | 34    | 1     | 6      | 0,02    |
| Independiente Medellín · Colombia | Total               | Total               | 29    | 0     | 5      | 2                | 0                | 0                | 3                     | 1                     | 1                     | 34    | 1     | 6      | 0,02    |
| Total en su carrera | Total en su carrera | Total en su carrera | 351   | 48    | 42     | 50               | 8                | 0                | 49                    | 9                     | 7                     | 450   | 65    | 49     | 0,15    |
| (1) Incluye datos de Copa Colombia; Superliga de Colombia; Copa Argentina. (2) Incluye datos de Copa Sudamericana; Copa Libertadores; Recopa Sudamericana; Liga de Campeones de la Concacaf; Mundial de Clubes |                     |                     |       |       |        |                  |                  |                  |                       |                       |                       |       |       |        |         |

### Tripletas
| 1 | 3 de abril de 2016 | Atanasio Girardot, Medellín | Atlético Nacional - Atlético Bucaramanga | Anotado · Anotado · Anotado | 7 - 0 | Torneo Apertura 2016 |

## Palmarés

### Campeonatos nacionales
| Título                | Club              | País     | Temporada |
| --------------------- | ----------------- | -------- | --------- |
| Copa Colombia         | Deportes Tolima   | Colombia | 2014      |
| Superliga de Colombia | Atlético Nacional | Colombia | 2016      |
| Copa Colombia         | Atlético Nacional | Colombia | 2016      |
| Categoría Primera A   | Atlético Nacional | Colombia | 2017-I    |
| Primera División      | Club América      | México   | 2018      |
| Copa MX               | Club América      | México   | 2019-C    |
| Campeón de Campeones  | Club América      | México   | 2018-19   |
| Superliga de Colombia | Deportes Tolima   | Colombia | 2022      |

### Torneos internacionales
| Título              | Club              | Sede     | Temporada |
| ------------------- | ----------------- | -------- | --------- |
| Copa Libertadores   | Atlético Nacional | Colombia | 2016      |
| Recopa Sudamericana | Atlético Nacional | Colombia | 2017      |